# Medicine Lake, Minnesota
Medicine Lake là một thành phố thuộc quận Hennepin, tiểu bang Minnesota, Hoa Kỳ. Năm 2010, dân số của thành phố này là 371 người.

## Dân số
- Dân số năm 2000: 368 người.
- Dân số năm 2010: 371 người.